# Komisariat Straży Celnej „Muszyna”

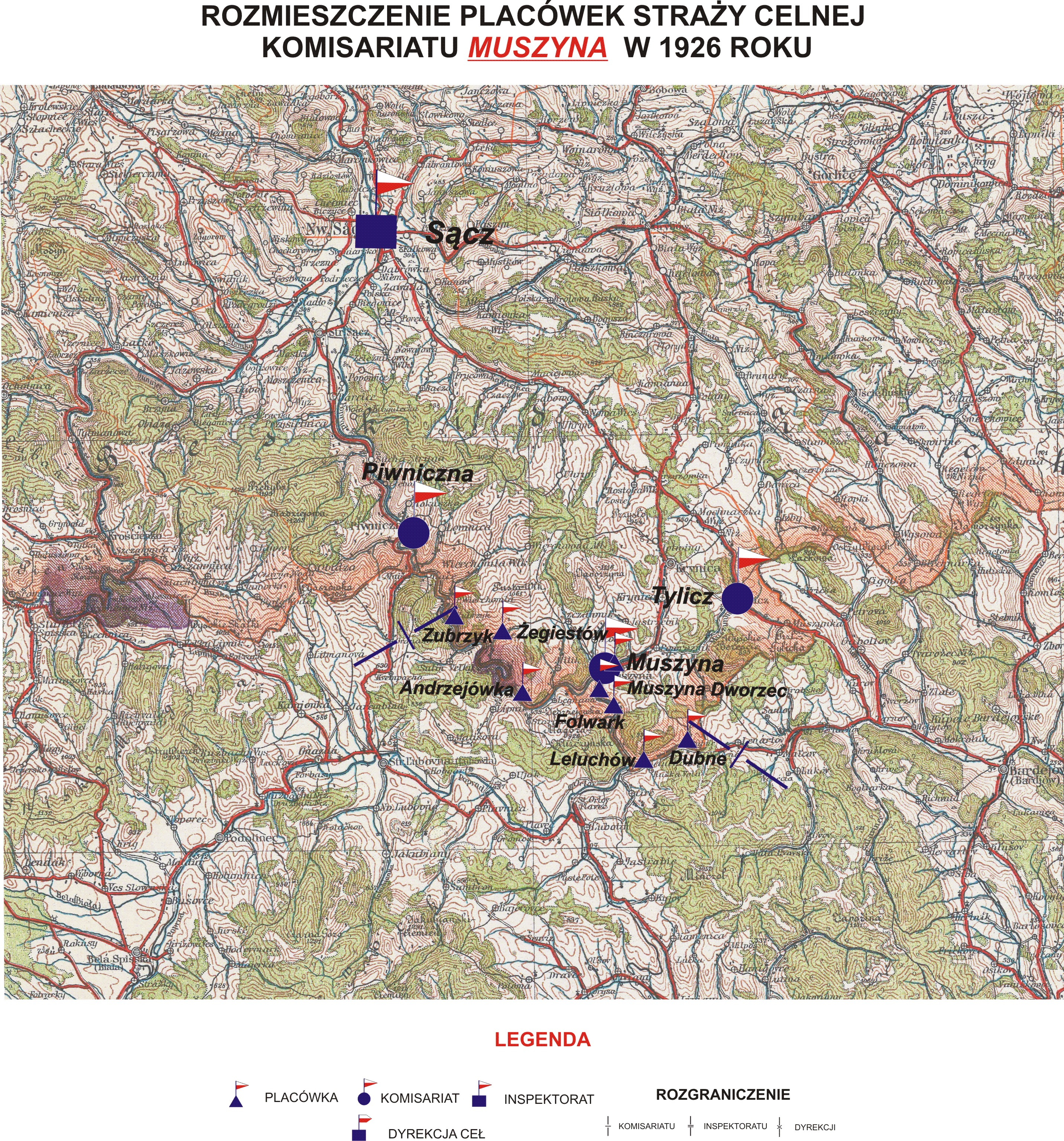
Rozmieszczenie placówek SC Komisariatu Muszyna w 1926

Komisariat Straży Celnej „Muszyna” – jednostka organizacyjna Straży Celnej pełniąca służbę ochronną na granicy polsko-czechosłowackiej w latach 1921–1928.

## Formowanie i zmiany organizacyjne
Na wniosek Ministerstwa Skarbu, uchwałą z 10 marca 1920 roku, powołano do życia Straż Celną. Jednostki Straży Celnej rozpoczęły przejmowanie odcinków granicy od pododdziałów Batalionów Celnych. W 1921 roku w Muszynie stacjonował sztab 3 kompanii 8 batalionu celnego. W 1922 roku w Tyliczu stacjonował sztab 4 kompanii 6 batalionu celnego. Kompania wystawiała między innymi placówki na terenie przyszłego komisariatu SC „Muszyna”. Proces tworzenia Straży Celnej trwał do końca 1922 roku. Komisariat Straży Celnej „Muszyna”, wraz ze swoimi placówkami granicznymi, wszedł w podporządkowanie Inspektoratu Straży Celnej „Sącz”.
W drugiej połowie 1927 roku przystąpiono do gruntownej reorganizacji Straży Celnej. W praktyce skutkowało to rozwiązaniem tej formacji granicznej. Rozporządzeniem Prezydenta Rzeczypospolitej Polskiej Ignacego Mościckiego z 22 marca 1928 roku w jej miejsce powoływano z dniem 2 kwietnia 1928 roku Straż Graniczną.
Rozkazem nr 5 z 16 maja 1928 roku w sprawie organizacji Małopolskiego Inspektoratu Okręgowego dowódca Straży Granicznej gen. bryg. Stefan Pasławski powołał komisariat Straży Granicznej „Muszyna”, który przejął ochronę granicy od rozwiązywanego komisariatu Straży Celnej.

## Służba graniczna
Sąsiednie komisariaty
- komisariat Straży Celnej „Piwniczna”  ⇔ komisariat Straży Celnej „Tylicz” − 1926

## Funkcjonariusze komisariatu
Obsada personalna w 1926:
- kierownik komisariatu – komisarz Władysław Ochoński
- pomocnik kierownika komisariatu – starszy przodownik Wojciech Latuszek (16)

## Struktura organizacyjna
Organizacja komisariatu w 1926 roku:
- komenda – Muszyna
- placówka Straży Celnej „Dubne”
- placówka Straży Celnej „Leluchów”
- placówka Straży Celnej „Folwark”
- placówka Straży Celnej „Muszyna Dworzec”
- placówka Straży Celnej „Muszyna”
- placówka Straży Celnej „Andrzejówka”
- placówka Straży Celnej „Żegiestów”
- placówka Straży Celnej „Zubrzyk”[a]